# Helma vz. 20
Der Helma vz.20 (vz. = vzor, tschechisch für Muster) war der Standardhelm der Tschechoslowakischen Armee.

## Geschichte und Hintergrund
Nachdem die Tschechoslowakei nach 1918 gegründet worden war, gab es Überlegungen in der Armee, einen eigenständigen Stahlhelm zu konzipieren. In den Beständen des Heeres befanden sich große Mengen des deutschen Stahlhelms M1916 aus den Beständen des österreichisch-ungarischen Heeres. Es wurden Studien mit dem deutschen Helm und dem französischen Adrians Helm angefertigt. In diesen Studien ging der deutsche Helm als Sieger hervor. Man beschloss, das deutsche Design grundsätzlich zu übernehmen und ergänzte den Helm um einen Kamm auf der Oberseite. Hierbei handelte es sich um eine optische Annäherung an den Adrian-Helm, der ebenfalls einen derartigen Kamm auf der Oberseite aufweist. Ab 1935 wurde der Helm durch die Neukonstruktion des Přilba vz. 32 weitgehend abgelöst. Der Helm wurde nach der Zerschlagung der Rest-Tschechei nicht mehr eingesetzt.